# Girls (EP de Exo-CBX)
Girls é o extended play de estreia japonesa do Exo-CBX, a primeira subunidade oficial do grupo masculino sino-coreano EXO. Foi lançado em 24 de maio de 2017 pela Avex Trax. O EP é composto por sete faixas totais, incluindo a versão japonesa de seu primeiro single coreano, "Hey Mama!", e a faixa bônus "KING and QUEEN".

## Antecedentes e lançamento
Em 10 de março de 2017, foi anunciado através de transmissão ao vivo que EXO-CBX faria sua estreia no Japão em maio do mesmo ano. No próximo mês, foi anunciado que lançaria um EP japonês intitulado Girls em 24 de maio do mesmo ano. Em 26 de abril, foi revelado que o EP será lançado em cinco versões de capa—duas com todos os membros, incluindo uma exclusiva para o fã-clube EXO-L JAPAN, e três versões individuais. Sua lista de faixas também foi revelada no mesmo dia. Em 28 de abril, um teaser da faixa-título "Ka-CHING!" foi lançado, sendo seguido do lançamento da versão curta de seu videoclipe em 1 de maio. O EP foi oficialmente lançado em 24 de maio.

## Divulgação

### Performance ao vivo
EXO-CBX performou o single "Ka-CHING!" e a versão japonesa do single coreano "Hey Mama!" pela primeira vez no Girls Awards 2017 em 3 de maio de 2017. Em 7 de junho, apresentou "Girl Problems" pela primeira vez no EXO-CBX "Colorful BoX" Free Showcase.

## Performance comercial
A versão exclusiva para o fã-clube EXO-L JAPAN de "Girls" foi esgotada em menos de uma hora após seu lançamento, tornando EXO-CBX o artista de K-pop com o álbum mais rapidamente vendido no Japão, quebrando o recorde anteriormente mantido por EXO. O EP estreou na segunda posição na parada de álbuns do Oricon e vendeu 26,541 cópias em seu primeiro dia de lançamento.

## Lista de faixas
※ Faixas em negrito identificam os singles do EP.
| Edição digital padrão |                                |                  |                                                           |         |  |
| N.º                   | Título                         | Letras           | Música                                                    | Duração |  |
| 1.                    | "Girl Problems"                | AKIRA            | Andreas Öberg Daniel Caesar Ludwig Lindell                | 3:38    |  |
| 2.                    | "Ka-CHING!"                    | MEG.ME           | Hanif Hitmanic Sabzevari Dennis DeKo Kordnejad Daniel Kim | 3:27    |  |
| 3.                    | "Hey Mama!" (versão japonesa)  | Sara Sakurai     | Shin Hyuk Mrey Jayrah Gibson Davey Nate DK                | 3:19    |  |
| 4.                    | "Tornado Spiral"               | Sara Sakurai     | Andreas Öberg Stephan Elfgren Drew Ryan Scott             | 3:40    |  |
| 5.                    | "Miss You"                     | Junji Ishiwatari | Sean Alexander Darren Smith Drew Ryan Scott               | 3:27    |  |
| 6.                    | "Diamond Crystal"              | Sara Sakurai     | Daniel Caesar Ludwig Lindell Cage Oneye Hide Nakamura     | 3:44    |  |
| 7.                    | "KING and QUEEN" (faixa bônus) | Amon Hayashi     | Al Swettenham Daniel Kim                                  | 3:44    |  |
| Duração total:        | Duração total:                 | Duração total:   | Duração total:                                            | 24:58   |  |

## Desempenho nas paradas musicais
| Parada (2017)      | Melhor posição |
| ------------------ | -------------- |
| Oricon Album Chart | 2              |

## Vendas
| Região         | Vendas  |
| -------------- | ------- |
| Japão (Oricon) | 71,933+ |

## Histórico de lançamento
| Região       | Data               | Formato                  | Gravadora |
| ------------ | ------------------ | ------------------------ | --------- |
| Japão        | 24 de maio de 2017 | CD, LP, download digital | Avex Trax |
| Mundialmente | 24 de maio de 2017 | Download digital         | Avex Trax |